# For the Throne: Music Inspired by the HBO Series Game of Thrones
For the Throne: Music Inspired by the HBO Series Game of Thrones é uma trilha sonora inspirada na série de televisão Game of Thrones, lançada pela Columbia Records em 26 de abril de 2019. O álbum conta com o single colaborativo de SZA, The Weeknd e Travis Scott, "Power Is Power", que foi lançado em 18 de abril de 2019, assim como os dois singles promocionais, "Kingdom of One" de Maren Morris e " Nightshade" dos The Lumineers, que foram lançados simultaneamente em 12 de abril de 2019.

## Recepção
Stephen Thomas Erlewine do Allmusic avaliou o álbum em 2.5 de 5 estrelas.

## Lista de faixas
Créditos adaptados do serviço Tidal.
| N.º            | Título                                                                      | Compositor(es) | Produtor(es)                                        | Duração |  |
| 1.             | "Kingdom of One" (interpretada por Maren Morris)                            | Sam Harris Nate Mercereau Eric Frederic Wayne Hector                                                                                   | Ricky Reed                                          | 3:35    |  |
| 2.             | "Power Is Power" (interpretada por SZA, The Weeknd e Travis Scott)          | Abel Tesfaye Solána Rowe Jason Quenneville Victor Dimotsis Zach Cooper Ahmad Balshe Jacques Webster II Frederic S. Harris Myles Martin | The Weeknd Reed DaHeala Martin [a] King Garbage [b] | 3:31    |  |
| 3.             | "Nightshade" (interpretada por The Lumineers)                               | Wesley Schultz Jeremiah Fraites | Schultz Fraites                                     | 3:00    |  |
| 4.             | "Hollow Crown" (interpretada por Ellie Goulding)                            | S. Harris Frederic Cooper Dimotsis Ramin Djawadi                                                                                       | Bray                                                | 3:38    |  |
| 5.             | "Baptize Me" (interpretada por X Ambassadors com part. de Jacob Banks)      | S. Harris Casey Harris Frederic Adam Levin                                                                                             | Reed X Ambassadors                                  | 3:37    |  |
| 6.             | "Too Many Gods" (interpretada por ASAP Rocky e Joey Badass)                 | Rakim Mayers Mercureau Frederic Jo-Vaughn Scott Hector                                                                                 | Mercureau Reed                                      | 2:29    |  |
| 7.             | "Turn on Me" (interpretada por The National)                                | Aaron Dessner Matt Berninger | Dessner Berninger                                   | 4:15    |  |
| 8.             | "From the Grave" (interpretada por James Arthur)                            | S. Harris Frederic Tobias Wincorn Hector                                                                                               | Reed Wincorn [a]                                    | 3:19    |  |
| 9.             | "Me Traicionaste" (interpretada por Rosalía com part. de A.Chal)            | Pablo Díaz-Reixa Rosalía Vila-Tobella Alejandro Salazar                                                                                | El Guincho Rosalía                                  | 2:46    |  |
| 10.            | "When I Lie (Remix)" (interpretada por Lil Peep com part. de Ty Dolla Sign) | Gustav Åhr Tyrone Griffin, Jr. Benjamin Friars-Funkhouser                                                                              | Fish Narc IIVI                                      | 3:13    |  |
| 11.            | "Love Can Kill" (interpretada por Lennon Stella)                            | S. Harris Mercureau Frederic Hector | Mercureau Reed Cody Tarpley [b]                     | 2:30    |  |
| 12.            | "Wolf at Your Door" (interpretada por Chloe x Halle)                        | Chloe Bailey Mercureau Halle Bailey S. Harris Frederic DJ Stanfill                                                                     | Reed DJ Stanfill [b]                                | 3:57    |  |
| 13.            | "Devil in Your Eye" (interpretada por Mumford & Sons)                       | Marcus Mumford Winston Marshall Benjamin Lovett Edward Dwayne                                                                          | Dessner                                             | 3:45    |  |
| 14.            | "Pray (High Valyrian)" (interpretada por Matt Bellamy)                      | Dan Weiss David Benioff Matt Bellamy                                                                                                   | Sebastien Najand Bellamy                            | 3:54    |  |
| Duração total: | Duração total:                                                              | Duração total: | Duração total:                                      | 46:42   |  |

Notas
- ↑[a]  denota um co-produtor
- ↑[a]  denota um produtor variado
- "Nightshade" apresenta vocais de apoio de Lauren Jacobsen
- "Turn on Me" apresenta vocais de apoio de Arone Dyer e Kyle Resnick